# Treize Magazine
Treize Magazine est un mensuel institutionnel français, consacré intégralement au rugby à XIII, publié principalement pendant les années 1980 et 1990. 
Il est alors la seule source exhaustive d'information sur le rugby à XIII en France, dans un contexte de sous-médiatisation de la discipline.
Il disparait au début des années 2000 pour des raisons financières et sera remplacé bien plus tard par des médias numériques et, en 2018, par Planète XIII.
Ce dernier magazine ayant également disparu, il n'existe plus, début 2020, de magazine « papier  » en France traitant exclusivement de rugby à XIII.

## Histoire
Treize Magazine n'est pas la première publication de l'histoire du rugby à XIII en France. Auparavant, il existait un organe officiel de la ligue de rugby à XIII, Rugby Treize, qui paraissait sous la forme d'un journal. 
Créé à la fin des années 1970, plus précisément en septembre 1978, Treize Magazine était disponible en kiosque, ou sur commande chez le buraliste, par abonnement, et diffusé gratuitement aux adhérents, licenciés, et membres de la Fédération Française de rugby à XIII. 
Bien que son caractère de publication officielle lui donne une ligne éditoriale peu critique de la Fédération, ses articles étaient rédigés par des journalistes professionnels (André Passamar, Hervé Girette...) et constituaient souvent l'unique source d'information pour suivre régulièrement et de manière complète la vie du sport en France.
Ainsi, des articles étaient consacrés aux clubs situés dans des zones non-réputées treizistes, mais aussi au rugby à XIII dans le monde, domaines très rarement suivis par les médias situés hors de l'Aude ou des Pyrénées orientales. 
Il proposait à ses lecteurs, des articles, avec des photographies en couleur ou en noir et blanc, les résultats de toutes les divisions, des rétrospectives,  et des posters de joueurs français.
Le journaliste Rodolphe Pires y a également signé des articles, toujours enthousiastes vis-à-vis du sport, mais parfois au vitriol, notamment au moment de la délocalisation de la finale du championnat de France à Paris en 1999 et 2000, pour fustiger le comportement de certains treizistes qui répugnaient à se déplacer hors de leurs terres pour se rendre à la capitale . Le journaliste et écrivain britannique Mike Rylance y a également signé des articles en français, notamment sur le rugby à XIII en Angleterre.
Au mois de septembre 1998, le magazine fête ses vingt ans d'existence : dans l'éditorial du numéro 201, André Passamar rend hommage à Roland Fabre et à l'équipe de journalistes qui « se sont employés en dépit de moyens réduits à créer un périodique dynamique et varié ».
Le magazine a eu des difficultés financières, qui ont  entraîné la suspension de la publication pendant quelques mois, et le démarrage sous une autre formule, puis plus tard l'arrêt définitif de sa publication.
Il est remplacé bien  plus tard par un webzine, diffusé gratuitement sur le site de la fédération et via l'application issuu .
Avec la disparition de Treize Magazine des kiosques, Rugby League Word demeurera le seul mensuel de presse écrite de l'hémisphère nord, consacré intégralement au rugby à XIII, qui propose à ses lecteurs une édition « papier ».

## Publication associée:L'Encyclopédie de  Treize Magazine
En 1984, la Fédération française de rugby à XIII célèbre son cinquantenaire d'existence, en sortant un livre commémoratif, L'Encyclopédie de  Treize Magazine, rédigé par André Passamar (ancien journaliste de L'Équipe et maire de Villeneuve-Tolosane  , décédé en 2001 )  et préfacé par Jean-Paul Verdaguer , ancien président.

## News FFR XIII: un descendant temporaire deTreize Magazine
À l'occasion de son congrès du 2 septembre 2017, la Fédération Française de rugby à XIII annonce la publication d'une revue numérique, un webzine intitulé News FFR XIII, disponible sur la boutique de son site officiel et sur la plateforme issuu.
Selon les mots de son Président, il se veut « un véritable trait d'union entre la Fédération et le monde treiziste ».
Le premier numéro sort en septembre 2017, son rédacteur en est Hervé Girette. Gilles Clausells, champion du monde de rugby à XIII en fauteuil roulant en fait la en couverture. Il comporte 38 pages, des photographies couleurs et de la publicité, notamment de Port-Barcarès, qui sera également sponsor de l’équipe de France de rugby à XIII lors de la Coupe du monde qui a lieu la même année. 

## Planète XIII: un autre descendant temporaire
Le 11 juin 2018, la Fédération française de rugby à XIII annonce la sortie d'une nouvelle publication version papier. Ce magazine, Planète XIII, est disponible uniquement sur abonnement pour un montant de 29 euros, à compter du mois de septembre 2018.
Le premier numéro de l'édition sort en octobre 2018 et porte le numéro 12, pour prendre la suite des 11 précédents numéros édités sous forme numérique. D'un format de 52 pages, en couleur, son directeur de publication est Marc Palanques, et les auteurs des textes en sont Hervé Girette et Olivier Alavarado. Il fait sa couverture sur la victoire des Dragons catalans en finale de la Challenge Cup en 2018, et sur celles des équipes des moins de 16 ans et  moins de 19 ans qui ont remporté le Championnat d'Europe de leurs catégories respectives, la même année.
Au mois de juillet 2020, il annonce la fin de sa publication, faute d'un lectorat suffisant.